# 후지와라노 기요스케

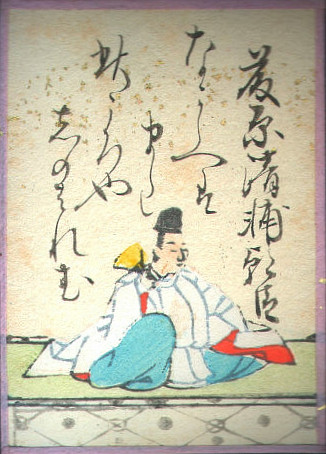
후지와라노 기요스케

후지와라노 기요스케(일본어: 藤原清輔, 1104년 ~ 1177년 음력 6월 20일)는 헤이안 시대 말기의 귀족, 시인이다.

## 와카
```
언젠가는 지금의 괴로움도 그리울 테지 힘들었던 그 시절 자꾸만 생각나듯
長らへばまたこのごろやしのばれむ憂しと見し世ぞ今は恋しき
```